# Androsace rockii
Androsace rockii är en viveväxtart som beskrevs av William Edgar Evans. Androsace rockii ingår i släktet grusvivor, och familjen viveväxter. Inga underarter finns listade i Catalogue of Life.